# 모조 다이아몬드

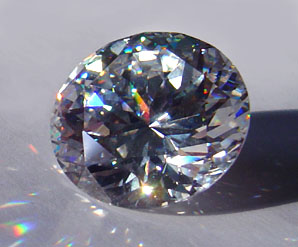
1976년 이후 가장 보석학적으로나 경제적으로 중요한 다이아몬드 모조품이 된 큐빅 지르코니아는 저렴한 가격과 다이아몬드와 거의 유사한 외관을 가지고 있다.

모조 다이아몬드(Diamond simulant) 또는 인조 다이아몬드는 다이아몬드와 유사한 보석학적 특성을 가진 물체나 재료이다. 모조품은 천연 다이아몬드와 동일한 재료 특성을 보이는 실제 다이아몬드인 합성 다이아몬드와는 구별된다. 강화된 다이아몬드도 이 정의에서 제외된다. 다이아몬드 모조품은 인공적이거나 천연적이거나 또는 그 조합일 수도 있다. 재료 특성이 다이아몬드와 현저히 다르지만, 모조품은 분산 및 굳기와 같은 특정 원하는 특성을 가지고 있어 모조품으로 사용된다. 적절한 장비를 갖춘 숙련된 보석학자는 주로 육안 검사를 통해 천연 다이아몬드와 합성 다이아몬드를 모든 다이아몬드 모조품과 구별할 수 있다.
가장 흔한 다이아몬드 모조품은 인공 재료인 고함량 플린트 유리 (즉, 라인석)와 큐빅 지르코니아 (CZ)이다. 1950년대 중반 이후 스트론튬 티탄산염과 합성 금홍석과 같은 다른 인공 재료들도 개발되었지만, 더 이상 흔하게 사용되지 않는다. 20세기 말에 도입된 실험실 재배 제품인 모이사나이트는 다이아몬드의 대안으로 인기를 얻고 있다. 보석 등급 다이아몬드의 높은 가격과 다이아몬드 거래의 윤리적 문제는 다이아몬드 모조품에 대한 큰 수요를 창출했다.

## 원하는 특성과 차별화되는 특성
다이아몬드 모조품으로 사용되기 위해서는 특정 다이아몬드와 유사한 특성을 가져야 한다. 가장 발전된 인공 모조품은 다이아몬드와 거의 비슷한 특성을 가지고 있지만, 모든 모조품은 다이아몬드와 명확하게 (다이아몬드에 익숙한 사람들에게는 쉽게) 구별되는 하나 이상의 특징을 가지고 있다. 보석학자에게 가장 중요한 차별화 특성은 비파괴 검사를 촉진하는 특성이다. 대부분의 이러한 특성은 시각적이다. 비파괴 검사가 선호되는 이유는 대부분의 의심되는 다이아몬드는 이미 보석으로 커팅되어 보석류에 세팅되어 있으며, 파괴적인 검사 (대부분 비다이아몬드의 상대적인 취약성과 부드러움에 의존)가 실패할 경우 모조품이 손상될 수 있기 때문이다. 이는 대부분의 보석 소유자에게는 용납할 수 없는 결과이다. 돌이 다이아몬드가 아니더라도 여전히 가치가 있을 수 있기 때문이다.
다음은 다이아몬드와 모조품을 비교하고 대조할 수 있는 몇 가지 특성이다.

### 내구성과 밀도
모스 굳기계는 일반적인 광물의 긁힘에 대한 저항도를 나타내는 비선형 스케일이다. 다이아몬드는 알려진 가장 단단한 천연 재료 중 하나이므로 이 스케일의 최상단 (굳기 10)에 있다. (일부 인공 물질, 예를 들어 응집 다이아몬드 나노로드는 더 단단하다.) 다이아몬드는 다른 다이아몬드를 제외하고는 자신을 긁을 수 있는 물질을 만날 가능성이 낮기 때문에 다이아몬드 보석은 일반적으로 긁힘이 없다. 다이아몬드의 굳기는 또한 현미경이나 루페 하에서 시각적으로 명확하게 나타나는데, 이는 매우 광택이 나는 패싯 (금강광택으로 묘사됨)이 완벽하게 평평하며, 패싯 모서리가 날카롭고 깨끗하기 때문이다. 효과적인 다이아몬드 모조품은 대부분의 보석에 비해 매우 단단해야 한다. 대부분의 모조품은 다이아몬드의 굳기에 훨씬 못 미치므로 외부 결함과 불량한 연마로 다이아몬드와 구별될 수 있다.
최근 과거에는 이른바 "창 유리 테스트"가 다이아몬드를 식별하는 확실한 방법으로 널리 여겨졌다. 이는 의심되는 다이아몬드 보석을 유리창에 긁는 잠재적으로 파괴적인 테스트이며, 긍정적인 결과는 유리에 긁힘이 있고 보석에는 긁힘이 없는 것이다. 굳기점과 긁힘판은 강옥 (굳기 9)으로 만들어져 유리를 대신하여 사용되기도 한다. 굳기 테스트는 세 가지 이유로 권장되지 않는다. 유리는 상당히 부드럽고 (일반적으로 6 이하) 많은 물질 (많은 모조품 포함)에 의해 긁힐 수 있다는 점, 다이아몬드는 완벽하고 쉬운 벽개 방향이 네 가지 (다이아몬드가 쪼개질 수 있는 구조적 약점 평면)가 있어 테스트 과정에서 촉발될 수 있다는 점, 그리고 많은 다이아몬드와 유사한 보석 (오래된 모조품 포함)은 그 자체로 가치가 있다는 점이다.
보석 다이아몬드의 비중 (SG) 또는 밀도는 3.52로 비교적 일정하다. 대부분의 모조품은 이 값보다 훨씬 높거나 약간 낮으며, 이는 미장착 시 쉽게 식별할 수 있게 해 준다. 요오드화메테인과 같은 고밀도 액체를 이 목적으로 사용할 수 있지만, 이러한 액체는 모두 매우 독성이 강하므로 일반적으로 피한다. 더 실용적인 방법은 의심되는 다이아몬드의 예상 크기와 무게를 측정된 매개변수와 비교하는 것이다. 예를 들어, 큐빅 지르코니아 (SG 5.6–6)는 같은 크기의 다이아몬드 예상 무게의 1.7배가 된다.

### 광학 및 색상
다이아몬드는 일반적으로 광택 (관찰자에게 반사되는 빛의 양)과 불꽃 (다채로운 프리즘 섬광이 보이는 정도)을 최대한 살리기 위해 브릴리언트컷으로 커팅된다. 두 특성 모두 보석의 커팅에 크게 영향을 받지만, 나트륨등 (589.3 nm)으로 측정된 2.417의 높은 굴절률 (RI—입사광이 돌에 들어갈 때 휘어지는 정도)과 나트륨 B 및 G선 간격으로 측정된 0.044의 높은 분산 (흰색 빛이 돌을 통과할 때 스펙트럼 색상으로 분해되는 정도)의 함수이다. 따라서 다이아몬드 모조품의 RI와 분산이 너무 낮으면 비교적 둔하거나 "생명력이 없는" 것처럼 보일 것이고, RI와 분산이 너무 높으면 효과가 비현실적이거나 심지어 천박하게 보일 것이다. RI와 분산이 거의 근접한 모조품은 거의 없으며, 근접한 모조품조차도 경험이 풍부한 관찰자에게는 구별될 수 있다. RI와 분산의 직접 측정은 비실용적이다 (표준 보석학적 굴절계의 상한값은 약 RI 1.81이다), 하지만 여러 회사에서 반사율 측정기를 개발하여 적외선 빔을 얼마나 잘 반사하는지를 측정하여 재료의 RI를 간접적으로 측정한다.
아마도 동등하게 중요한 것은 광학적 특성일 것이다. 다이아몬드와 다른 입방 (및 비정질) 물질은 등방성이며, 이는 돌에 들어가는 빛이 방향에 관계없이 동일하게 행동한다는 것을 의미한다. 반대로 대부분의 광물은 이방성이며, 이는 광축 (두 번 굴절하는 물질에서 단일 굴절 방향) 이외의 모든 방향에서 물질에 들어가는 빛의 복굴절 또는 이중 굴절을 생성한다. 낮은 배율에서 이 복굴절은 일반적으로 커팅된 보석의 뒷면 패싯 또는 내부 결함의 시각적 이중화로 감지할 수 있다. 따라서 효과적인 다이아몬드 모조품은 등방성이어야 한다.
장파장 (365 nm) 자외선 하에서 다이아몬드는 다양한 강도의 파란색, 노란색, 녹색, 연보라색 또는 빨간색으로 형광을 낼 수 있다. 가장 흔한 형광은 파란색이며, 이러한 돌은 또한 노란색으로 인광을 낼 수도 있다. 이는 보석 중에서 독특한 조합으로 여겨진다. 많은 다이아몬드 모조품과 달리 단파장 자외선에는 거의 반응이 없다. 마찬가지로 대부분의 다이아몬드 모조품은 인공적이므로 균일한 특성을 가지는 경향이 있다. 여러 개의 돌이 박힌 다이아몬드 반지에서 개별 다이아몬드는 다르게 형광을 낼 것으로 예상된다 (다른 색상과 강도로, 일부는 비활성일 가능성). 모든 돌이 동일하게 형광을 낸다면 광산 다이아몬드가 아닐 가능성이 높다 (합성 다이아몬드에서는 이러한 결과가 발생할 수 있지만).
대부분의 "무색" 다이아몬드는 실제로 어느 정도 노란색이나 갈색을 띠는 반면, 일부 인공 모조품은 완전히 무색이다. 이는 다이아몬드 색상 용어에서 완벽한 "D" 등급에 해당한다. 이러한 "너무 좋아서 사실이 아닌" 요소는 고려하는 것이 중요하다. 팬시 다이아몬드를 모방하기 위한 유색 다이아몬드 모조품은 이러한 면에서 발견하기가 더 어렵지만, 모조품의 색상은 거의 근접하지 않는다. 대부분의 다이아몬드 (무색 다이아몬드조차도)에서는 415 nm의 미세한 선으로 구성된 특징적인 흡수 스펙트럼을 볼 수 있다 (직접 시야 분광기로). 인공 모조품에 색을 부여하는 첨가제는 다이아몬드에서는 절대로 볼 수 없는 복잡한 희토류 흡수 스펙트럼으로 감지될 수 있다.
또한 대부분의 다이아몬드에는 특정 내부 및 외부 결함이나 내포물이 존재하며, 가장 흔한 것은 균열과 단단한 외래 결정이다. 인공 모조품은 일반적으로 내부에 결함이 없으며, 존재하는 모든 결함은 제조 공정의 특징이다. 천연 모조품에서 볼 수 있는 내포물은 다이아몬드에서 볼 수 있는 것과는 다른 경우가 많으며, 특히 액체 "깃털" 내포물은 두드러진다. 다이아몬드 커팅 과정은 종종 원래 결정 표면의 일부를 그대로 남긴다. 이는 천연면이라고 불리며 일반적으로 돌의 거들(Girdle)에 있다. 삼각형, 사각형 또는 정사각형 모양의 구멍 (에칭 흔적) 형태를 취하며 다이아몬드에서만 볼 수 있다.

### 열 및 전기
다이아몬드는 극히 효과적인 열 전도체이며 보통 전기 절연체이다. 전자의 속성은 전자식 열 탐침을 사용하여 다이아몬드를 모조품과 분리하는 데 널리 활용된다. 이러한 탐침은 미세한 구리 팁에 장착된 한 쌍의 배터리 구동 서미스터로 구성된다. 하나의 서미스터는 열 가열 장치로 작동하고 다른 하나는 구리 팁의 온도를 측정한다. 테스트 중인 돌이 다이아몬드이면 팁의 열 에너지를 신속하게 전도하여 측정 가능한 온도 하락을 유발한다. 대부분의 모조품은 열 절연체이므로 서미스터의 열은 전도되지 않는다. 이 테스트는 약 2~3초가 소요된다. 유일한 예외는 다이아몬드와 유사한 열전도율을 가진 모이사나이트이다. 오래된 탐침은 모이사나이트에 속을 수 있지만, 최신 열 및 전기 전도율 테스터는 두 재료를 구별할 만큼 충분히 정교하다.
가장 최근의 발전은 나노 다이아몬드 코팅으로, 매우 얇은 다이아몬드 소재 층이다. 제대로 테스트하지 않으면 다이아몬드와 동일한 특성을 보일 수 있다.
다이아몬드의 전기 전도성은 파란색 또는 회청색 돌에만 해당된다. 왜냐하면 색상을 유발하는 붕소가 또한 반도체로 만들기 때문이다. 따라서 의심되는 파란색 다이아몬드는 전기 회로를 성공적으로 완료하면 확인될 수 있다.

## 인공 모조품
다이아몬드는 수백 년 동안 인공 재료로 모방되어 왔다. 기술의 발전으로 다이아몬드와 점점 더 유사한 특성을 가진 더욱 우수한 모조품이 개발되었다. 이러한 모조품의 대부분은 특정 시대를 특징짓는 것이었지만, 대량 생산으로 인해 오늘날의 보석류에서도 다양한 빈도로 계속 접하게 된다. 거의 모든 모조품은 활성 레이저 매질, 배리스터, 버블 메모리와 같은 첨단 기술에서의 사용을 위해 처음 고안되었다. 현재 공급량이 제한적이기 때문에 수집가들은 오래된 종류에 대해 더 높은 가격을 지불할 수 있다.

### 요약표
| 재료              | 공식                   | 굴절률 589.3 nm | 분산 431–687 nm | 굳기 (모스 스케일) | 밀도 (g/cm3) | 열 전도율 | 현재 상태 |
| ----------------- | ---------------------- | --------------- | --------------- | ------------------ | ------------ | --------- | --------- |
| 다이아몬드        | C                      | 2.417           | 0.044           | 10                 | 3.52         | 우수      |           |
|                   | 인공 모조품            |                 |                 |                    |              |           |           |
| 플린트 유리       | 실리카 with Pb, Al, Tl | ~ 1.6           | > 0.020         | < 6                | 2.4–4.2      | 불량      | 1700–     |
| 백색 사파이어     | Al2O3                  | 1.762–1.770     | 0.018           | 9                  | 3.97         | 불량      | 1900–1947 |
| 첨정석            | MgO·Al2O3              | 1.727           | 0.020           | 8                  | ~ 3.6        | 불량      | 1920–1947 |
| 금홍석            | TiO2                   | 2.62–2.9        | 0.33            | ~ 6                | 4.25         | 불량      | 1947–1955 |
| 스트론튬 티탄산염 | SrTiO3                 | 2.41            | 0.19            | 5.5                | 5.13         | 불량      | 1955–1970 |
| YAG               | Y3Al5O12               | 1.83            | 0.028           | 8.25               | 4.55–4.65    | 불량      | 1970–1975 |
| GGG               | Gd3Ga5O12              | 1.97            | 0.045           | 7                  | 7.02         | 불량      | 1973–1975 |
| 큐빅 지르코니아   | ZrO2 (+ 희토류)        | ~ 2.2           | ~ 0.06          | ~ 8.3              | ~ 5.7        | 불량      | 1976–     |
| 모이사나이트      | SiC                    | 2.648–2.691     | 0.104           | 8.5–9.25           | 3.2          | 높음      | 1998–     |
|                   | 천연 모조품            |                 |                 |                    |              |           |           |
| 석영              | 실리카                 | 1.543–1.554     |                 | 7                  | 2.50–2.65    |           | 고대      |
| 안드라다이트      | Ca3Fe2(SiO4)3          | 1.61–1.64       | 0.057           | 6.5–7              | 3.8–3.9      | 불량      | 고대      |
| 지르콘            | ZrSiO4                 | 1.78–1.99       | 0.039           | 6.5–7.5            | 4.6–4.7      | 불량      | 고대      |
| 황옥              | Al2SiO4(F, OH)2        | 1.61–1.64       | 0.014           | 8                  | 3.4–3.6      | 불량      | 고대      |

"굴절률" 열은 단일 굴절 물질의 굴절률 하나와 이중 굴절 물질의 범위를 보여준다.

### 1700년 이후
RI와 분산을 높이기 위해 납, 알루미늄, 탈륨을 사용하여 플린트 유리를 만드는 방식은 바로크 시대 후기에 시작되었다. 플린트 유리는 브릴리언트로 가공되며, 새로 커팅되었을 때 놀라울 정도로 효과적인 다이아몬드 모조품이 될 수 있다. 라인석, 페이스트, 또는 스트라스로 알려진 유리 모조품은 골동품 보석의 일반적인 특징이다. 이러한 경우 라인석은 그 자체로 가치 있는 역사적 유물이 될 수 있다. 납이 부여하는 큰 부드러움 (굳기 6 이하)은 라인석의 패싯 모서리와 면이 빠르게 둥글게 마모되고 긁히게 됨을 의미한다. 패각상 골절과 함께 돌 안에 있는 기포나 흐름선은 이러한 특징들이 적당한 배율에서도 유리 모조품을 쉽게 식별할 수 있게 해 준다. 현대 생산에서는 유리를 모양으로 커팅하기보다는 성형하는 것이 더 일반적이다. 이러한 돌에서는 패싯이 오목하고 패싯 모서리가 둥글게 되며, 성형 자국이나 이음새가 존재할 수도 있다. 유리는 또한 복합 재료를 만들기 위해 다른 재료와 결합되었다.

### 1900–1947
최초의 결정 인공 다이아몬드 모조품은 합성 백색 사파이어 (Al2O3, 순수 강옥) 및 첨정석 (MgO·Al2O3, 순수 마그네슘 알루미늄 산화물)이었다. 둘 다 20세기 첫 10년 이후 베르누이 또는 화염 용융법을 통해 대량으로 합성되었지만, 첨정석은 1920년대까지 널리 사용되지 않았다. 베르누이법은 역방향 수산화염 취관을 포함하며, 정제된 공급 분말이 산소와 혼합되어 취관을 통해 조심스럽게 공급된다. 공급 분말은 수산화염을 통과하여 녹고, 아래의 회전하며 천천히 내려오는 받침대에 떨어진다. 받침대의 높이는 불꽃 아래 최적 위치에 상단을 유지하도록 끊임없이 조정되며, 여러 시간에 걸쳐 녹은 분말이 냉각되어 결정화되어 단일 줄기형 배 모양 또는 단결정 덩어리 결정을 형성한다. 이 공정은 경제적이며, 직경 9cm (3.5인치)까지의 결정이 성장된다. 현대 초크랄스키법을 통해 성장된 단결정 덩어리는 수 킬로그램에 달할 수 있다.
합성 사파이어와 첨정석은 내구성이 좋은 재료 (굳기 9와 8)로 잘 연마된다. 그러나 다이아몬드에 비해 훨씬 낮은 RI (사파이어 1.762–1.770, 첨정석 1.727) 때문에 커팅 시 "생명력이 없는" 것처럼 보인다. (합성 사파이어는 또한 이방성으로 인해 발견하기가 더 쉽다.) 낮은 RI는 분산도 훨씬 낮다 (0.018과 0.020), 따라서 브릴리언트로 커팅되어도 다이아몬드의 불꽃이 부족하다. 그럼에도 불구하고 합성 첨정석과 사파이어는 1920년대부터 새로운 더 나은 모조품이 나타나기 시작한 1940년대 후반까지 인기 있는 다이아몬드 모조품이었다. 둘 다 복합 재료를 만들기 위해 다른 재료와 결합되기도 했다. 합성 사파이어에 사용된 상업적 이름은 Diamonette, Diamondite, Jourado Diamond, Thrilliant 등이 있다. 합성 첨정석 이름에는 Corundolite, Lustergem, Magalux, Radiant 등이 포함된다.

### 1947–1970
광학적으로 "개선된" 모조품 중 첫 번째는 합성 금홍석 (TiO2, 순수 타이타늄 산화물)이었다. 1947~48년에 도입된 합성 금홍석은 커팅 시 생명력이 풍부했다. 아마도 다이아몬드 모조품으로는 너무 많은 생명력일 수도 있다. 합성 금홍석의 RI와 분산 (2.8 및 0.33)은 다이아몬드보다 훨씬 높아서 결과적으로 브릴리언트컷은 프리즘 색상 표현에서 거의 단백석처럼 보인다. 합성 금홍석은 또한 이중 굴절이다. 일부 돌은 이 특성을 숨기기 위해 광축에 수직으로 테이블을 커팅하지만, 돌을 기울이기만 해도 이중으로 보이는 뒷면 패싯이 드러난다.
합성 금홍석의 지속적인 성공은 생산자가 결코 해결할 수 없었던 재료의 피할 수 없는 노란색 띠로 인해 방해받았다. 그러나 다양한 금속 산화물 첨가제를 사용하여 파란색과 빨간색을 포함한 다양한 색상의 합성 금홍석이 생산되었다. 이러한 색상과 거의 흰색의 돌은 매우 인기가 있었지만 비현실적인 돌이었다. 합성 금홍석은 또한 상당히 부드럽고 (굳기 ~6) 부서지기 쉬워 마모가 잘 된다. 이중 콘 버너를 만들기 위해 세 번째 산소 파이프를 사용하는 베르누이법의 변형을 통해 합성된다. 이는 타이타늄 산화 과정에서 훨씬 높은 산소 손실이 발생하기 때문에 단결정을 생산하는 데 필요하다. 이 기술은 뉴저지주 사우스 앰보이에 본사를 둔 National Lead Company (나중에 NL Industries)의 Charles H. Moore, Jr.가 발명했다. National Lead와 유니온 카바이드가 합성 금홍석의 주요 생산자였으며, 연간 최대 생산량은 75만 캐럿 (150kg)에 달했다. 합성 금홍석에 적용된 많은 상업적 이름 중 일부는 Astryl, Diamothyst, Gava 또는 Java Gem, Meredith, Miridis, Rainbow Diamond, Rainbow Magic Diamond, Rutania, Titangem, Titania, Ultamite 등이 있다.
내셔널 리드는 다른 타이타늄 화합물인 스트론튬 티탄산염(SrTiO3, 순수 토소나이트)의 합성 연구도 수행한 곳이다. 연구는 1940년대 후반과 1950년대 초반에 레온 머커(Leon Merker)와 랭트리 E. 린드(Langtry E. Lynd)가 수행했으며, 그들도 베르누이 공정의 삼각뿔 변형을 사용했다. 1955년에 상업적으로 도입되자 스트론튬 티탄산염은 빠르게 합성 금홍석을 가장 인기 있는 다이아몬드 모조품으로 대체했다. 이는 스트론튬 티탄산염의 신기함뿐만 아니라 우수한 광학적 특성 때문이었다. RI(2.41)는 다이아몬드와 매우 가깝고, 분산(0.19)은 매우 높았지만 합성 금홍석의 환각적인 표현에 비해 현저히 개선되었다. 노란색, 오렌지색에서 빨간색, 파란색, 검은색을 포함한 다양한 색상의 합성에 도판트가 사용되었다. 이 재료는 다이아몬드처럼 등방성이어서 합성 금홍석에서 볼 수 있는 것처럼 패싯의 방해되는 이중화가 없다.
스트론튬 티탄산염의 유일한 큰 단점(과도한 불꽃을 제외하면)은 부서지기 쉽다는 것이다. 합성 금홍석보다 더 부드럽고(굳기 5.5) 더 부서지기 쉬워 이 때문에 스트론튬 티탄산염은 더 내구성이 좋은 재료와 결합하여 복합재를 만들기도 했다. 그 외에는 당시 최고의 모조품이었고, 연간 최대 생산량은 150만 캐럿(300kg)이었다. 특허 범위 때문에 모든 미국 생산은 내셔널 리드에서 이루어졌고, 일본의 나카즈미 컴퍼니에 의해 해외에서 대량 생산되었다. 스트론튬 티탄산염의 상업적 이름에는 Brilliante, Diagem, Diamontina, Fabulite, Marvelite 등이 포함되었다.
YAG 생산량 감소의 한 가지 이유는 시장 포화였지만, 다른 이유는 다이아몬드 모조품으로서 중요한 또 다른 인공 석류석인 가돌리늄 갈륨 석류석 (GGG; Gd3Ga5O12)의 최근 도입이었다. YAG와 거의 같은 방식으로 생산되었지만 (녹는점 1750 °C로 더 낮음), GGG는 RI (1.97)가 다이아몬드와 가깝고 분산 (0.045)이 거의 동일했다. GGG는 보석으로서 효과적일 만큼 충분히 단단하고 (굳기 7) 강인했지만, 성분도 YAG보다 훨씬 비쌌다. 마찬가지로 방해가 된 것은 GGG가 햇빛이나 다른 자외선 원에 노출되면 짙은 갈색으로 변하는 경향이었다. 이는 대부분의 GGG 보석이 기술적 사용에 부적합한 불순한 재료로 만들어졌기 때문이다. GGG의 SG (7.02)는 또한 모든 다이아몬드 모조품 중에서 가장 높고 모든 보석 중에서 가장 높은 SG 중 하나이며, 이는 미세한 GGG 보석을 치수와 예상 및 실제 무게를 비교하여 쉽게 식별할 수 있게 해 준다. 이전 재료에 비해 GGG는 결코 상당한 양으로 생산되지 않았다. 1970년대 말까지는 거의 들리지 않게 되었다. GGG의 상업적 이름에는 Diamonique II와 Galliant가 포함되었다.

### 1976년 이후
큐빅 지르코니아 또는 CZ (ZrO2, 이산화 지르코늄 - 지르콘과는 혼동하지 말 것, 지르코늄 규산염)는 1976년 도입 이후 다이아몬드 모조품 시장을 빠르게 장악했으며, 가장 보석학적으로나 경제적으로 중요한 모조품으로 남아 있다. CZ는 1930년부터 합성되었지만 세라믹 형태로만 합성되었다. 단결정 CZ의 성장은 어떤 도가니로도 지탱할 수 없는 지르코니아의 극도로 높은 녹는점 (2750 °C) 때문에 이전 모조품에 사용된 방식과는 근본적으로 다른 접근 방식이 필요했다. 해결책은 물이 채워진 구리 파이프와 무선 주파수 유도 유도가열 코일 네트워크를 사용하는 것이었다. 후자는 지르코니아 공급 분말을 가열하는 데 사용되었고, 전자는 외부를 냉각하고 1밀리미터 미만의 유지 "피부"를 유지하는 데 사용되었다. 따라서 CZ는 냉간 도가니 (냉각 파이프를 참조) 또는 스컬 도가니 (도가니 모양 또는 성장된 결정 모양을 참조)라고 불리는 기술로 자체 도가니에서 성장되었다.
표준 압력에서 지르코늄 산화물은 일반적으로 입방정이 아닌 단사정계 결정 시스템에서 결정화될 것이다. 입방정 결정이 성장하려면 안정제가 사용되어야 한다. 이는 일반적으로 산화 이트륨 또는 산화 칼슘이다. 스컬 도가니 기술은 1960년대 프랑스에서 처음 개발되었지만, 1970년대 초반 소련 과학자 V. V. 오시코(Osiko)가 모스크바의 레베데프 물리학 연구소에서 완성했다. 1980년까지 연간 전 세계 생산량은 5천만 캐럿(10,000kg)에 달했다.
굳기(8~8.5), RI(2.15~2.18, 등방성), 분산(0.058~0.066), 저렴한 재료 비용은 CZ를 다이아몬드의 가장 인기 있는 모조품으로 만들었다. 그러나 광학 및 물리적 상수는 생산자마다 사용하는 다른 안정제 때문에 가변적이다. 안정화된 입방정 지르코니아의 많은 제형이 있다. 이러한 변형은 물리적 및 광학적 특성을 현저하게 변화시킨다. CZ의 시각적 유사성이 다이아몬드를 정기적으로 취급하지 않는 대부분의 사람들을 속일 만큼 충분히 가깝지만, CZ는 일반적으로 특정 단서를 제공한다. 예를 들어: 약간 부서지기 쉬우며 보석류에서 정상적으로 사용한 후에 긁힘이 있을 만큼 충분히 부드럽다. 일반적으로 내부에 결함이 없고 완전히 무색이다(대부분의 다이아몬드는 일부 내부 불완전성과 노란색 띠를 가지고 있다). SG(5.6~6)가 높다. 자외선 하에서의 반응은 독특한 베이지색이다. 대부분의 보석상들은 모든 의심되는 CZ를 열 탐침으로 테스트할 것이다. 이 테스트는 다이아몬드의 우수한 열 전도성에 의존한다(CZ는 거의 모든 다른 다이아몬드 모조품처럼 열 절연체이다). CZ는 팬시 다이아몬드를 모방하기 위한 다양한 색상으로 만들어지지만(예: 노란색에서 황갈색, 오렌지색, 빨간색에서 분홍색, 녹색, 불투명한 검은색), 대부분은 진짜와 근접하지 않는다. 입방정 지르코니아는 내구성을 향상시키기 위해 비정질 탄소로 코팅될 수 있지만, 열 탐침으로는 여전히 CZ로 감지된다.
CZ는 1998년 모이사나이트 (SiC; 탄화 규소)가 도입될 때까지 사실상 경쟁자가 없었다. 모이사나이트는 두 가지 면에서 큐빅 지르코니아보다 우수하다. 굳기 (8.5-9.25)와 낮은 SG (3.2)이다. 전자의 특성은 때때로 다이아몬드의 패싯만큼 선명한 패싯을 만들어내는 반면, 후자의 특성은 미장착 시 모이사나이트를 발견하기를 다소 어렵게 만든다 (아직도 충분히 다르지만 감지할 수 있다). 그러나 다이아몬드와 큐빅 지르코니아와 달리 모이사나이트는 강한 복굴절을 가지고 있다. 이는 합성 금홍석에서 볼 수 있는 것과 동일한 "취한 시야" 효과로 나타나지만, 정도는 덜하다. 모든 모이사나이트는 위에서 이 특성을 숨기기 위해 광축에 수직으로 테이블을 커팅하지만, 약간 기울여 배율 하에서 볼 때 패싯 (및 모든 내포물)의 이중화가 쉽게 나타난다.
모이사나이트에서 볼 수 있는 내포물 또한 특징적이다. 대부분은 돌의 테이블에 수직으로 향하는 미세하고 흰색의 거의 평행한 성장 튜브 또는 바늘을 가질 것이다. 이러한 성장 튜브가 다이아몬드에서 때때로 볼 수 있는 레이저 드릴 구멍으로 오해될 수 있지만 ( 다이아몬드 강화 참조), 모이사나이트에서는 복굴절로 인해 튜브가 눈에 띄게 이중화될 것이다. 합성 금홍석처럼 현재 모이사나이트 생산도 아직 피할 수 없는 색조, 일반적으로 갈색 녹색으로 고통받고 있다. 제한된 범위의 팬시 색상도 생산되었으며, 가장 흔한 두 가지는 파란색과 녹색이다.

## 천연 모조품
(커팅되었을 때) 광학적으로 백색 다이아몬드와 유사한 천연 광물은 드물다. 왜냐하면 천연 광물에 흔히 존재하는 미량의 불순물은 색을 부여하는 경향이 있기 때문이다. 가장 초기 다이아몬드 모조품은 무색의 석영 (또한 흑요석, 유리, 모래를 형성하는 실리카의 한 형태), 암석 수정 (석영의 한 종류), 황옥, 녹주석 (고셰나이트)이었다. 이들은 모두 평균 이상의 굳기 (7-8)를 가진 흔한 광물이지만, 모두 RI가 낮고 그에 상응하는 분산이 낮다. 잘 형성된 석영 결정은 때때로 "다이아몬드"로 제공되며, 한 가지 인기 있는 예는 헤르키머군에서 채굴된 이른바 "헤르키머 다이아몬드"이다. 황옥의 SG (3.50-3.57)는 또한 다이아몬드의 범위 내에 속한다.
역사적인 관점에서 볼 때, 가장 주목할 만한 천연 다이아몬드 모조품은 지르콘이다. 또한 상당히 단단하지만(7.5), 더 중요한 것은 0.039의 높은 분산 때문에 커팅 시 지각 가능한 불꽃을 보여준다는 점이다. 무색 지르콘은 2,000년 이상 스리랑카에서 채굴되었다. 현대 광물학 시대 이전에는 무색 지르콘이 열등한 형태의 다이아몬드로 여겨졌다. 원산지 이름을 따서 "마타라 다이아몬드"라고 불렸다. 여전히 다이아몬드 모조품으로 접하게 되지만, 지르콘의 이방성과 강한 복굴절(0.059) 때문에 구별하기 쉽다. 또한 매우 부서지기 쉽고 거들과 패싯 모서리에 마모가 자주 나타난다.
무색 지르콘보다 훨씬 드문 것은 무색 회중석이다. 그 분산(0.026) 또한 다이아몬드를 모방할 만큼 충분히 높지만, 광택이 뛰어나더라도 좋은 연마 상태를 유지하기에는 경도가 너무 낮다(4.5-5.5). 또한 이방성이며 밀도가 상당히 높다(SG 5.9-6.1). 초크랄스키 공정으로 생산된 합성 회중석도 이용 가능하지만, 다이아몬드 모조품으로 널리 사용된 적은 없다. 천연 보석 품질 회중석이 희귀하기 때문에 합성 회중석이 다이아몬드보다 그것을 모방할 가능성이 훨씬 높다. 비슷한 경우는 사방정계 탄산염 케루사이트인데, 매우 부서지기 쉽고(네 방향으로 좋은 벽개가 있음) 부드러워(굳기 3.5) 보석에 세팅되는 경우가 전혀 없으며, 커팅하기 매우 어렵기 때문에 보석 컬렉션에서도 가끔 볼 수 있을 뿐이다. 케루사이트 보석은 금강광택, 높은 RI(1.804-2.078), 높은 분산(0.051)을 가지고 있어 매력적이고 가치 있는 수집가의 작품이 된다. 부드러움 외에도 케루사이트의 높은 밀도(SG 6.51)와 극도의 복굴절(0.271)을 가진 이방성으로 쉽게 구별된다.
희귀성 때문에 팬시 컬러 다이아몬드도 모조품으로 만들어지며, 지르콘도 이 목적에 부합할 수 있다. 갈색 지르콘에 열 처리를 가하면 몇 가지 밝은 색상을 만들 수 있다. 가장 흔한 색상은 하늘색, 황금색, 빨간색이다. 파란색 지르콘은 매우 인기가 있지만 색상 안정성은 반드시 좋지 않다. 자외선(햇빛의 UV 성분 포함)에 장기간 노출되면 돌의 색상이 바래는 경향이 있다. 열 처리는 또한 지르콘에 더 큰 취성 및 특징적인 내포물을 부여한다.
또 다른 취약한 후보 광물은 섬아연석 (zinc blende)이다. 보석 품질의 재료는 일반적으로 강한 노란색에서 꿀갈색, 오렌지색, 빨간색 또는 녹색이다. 매우 높은 RI (2.37)와 분산 (0.156)은 매우 광택이 있고 불꽃이 나는 보석을 만들며, 또한 등방성이다. 그러나 여기서도 낮은 굳기 (2.5-4)와 완벽한 십이면체 벽개는 섬아연석의 보석류에서의 넓은 사용을 막는다. 가넷 그룹의 두 가지 칼슘이 풍부한 구성원은 훨씬 더 잘 견딘다. 이들은 그로슐라라이트 (보통 갈색 오렌지색, 드물게 무색, 노란색, 녹색 또는 분홍색)와 안드라다이트이다. 후자는 가넷 중 가장 희귀하고 비싸며, 세 가지 변종 - 토파졸라이트 (노란색), 멜라나이트 (검은색), 데만토이드 (녹색) -는 때때로 보석류에서 볼 수 있다. 특히 데만토이드 (문자 그대로 "다이아몬드와 같은")는 1868년 우랄산맥에서 발견된 이후 보석으로 소중하게 여겨져 왔다. 러시아 및 아르누보 보석류의 주목할 만한 특징이다. 티타나이트 또는 스펜 또한 골동품 보석류에서 볼 수 있다. 일반적으로 차트르즈색의 일부 음영을 가지고 있으며, 광택, RI (1.885-2.050), 분산 (0.051)이 다이아몬드로 오해될 만큼 충분히 높지만, 이방성 (높은 복굴절 0.105-0.135)이며 부드럽다 (굳기 5.5).
1960년대에 발견된 그로슐라의 풍부한 녹색 차보라이트 품종도 매우 인기가 높다. 그로슐라와 안드라다이트는 모두 등방성이며 비교적 높은 RI(각각 약 1.74와 1.89)와 높은 분산(0.027과 0.057)을 가지며, 데만토이드는 다이아몬드를 능가한다. 그러나 둘 다 굳기(6.5~7.5)가 낮고 다이아몬드에는 나타나지 않는 비정형적인 내포물을 포함한다. 데만토이드에서 볼 수 있는 비솔라이트 "말꼬리"는 한 가지 두드러진 예이다. 또한 대부분은 매우 작으며, 일반적으로 무게가 0.5캐럿(100mg) 미만이다. 광택은 유리광택에서 아담만틴광택, 거의 금속광택에 이르기까지 다양하며, 일반적으로 불투명한 멜라나이트는 블랙 다이아몬드를 모방하는 데 사용되었다. 일부 천연 스피넬도 짙은 검은색이며 이와 동일한 목적에 부합할 수 있다.

## 복합재
스트론튬 티탄산염과 유리는 너무 부드러워 반지 돌로 사용하기에는 부적합하기 때문에 복합 또는 더블릿 다이아몬드 모조품 제작에 사용되었다. 두 재료는 돌의 아랫부분(파빌리온)에 사용되며, 스트론튬 티탄산염의 경우 훨씬 더 단단한 재료(보통 무색 합성 스피넬 또는 사파이어)가 윗부분(크라운)에 사용된다. 유리 더블릿의 경우 윗부분은 알만딘 석류석으로 만들어지며, 일반적으로 매우 얇은 조각으로 돌의 전체 바디 색상을 바꾸지 않는다. 한 창의적인 기업가가 두 개의 작은 원석 조각을 사용하여 하나의 더 큰 돌을 만든 다이아몬드-다이아몬드 더블릿 보고서도 있다.
스트론튬 티탄산염과 다이아몬드 기반 더블릿에서는 두 반쪽을 접착하기 위해 에폭시가 사용된다. 에폭시는 자외선 하에서 형광을 낼 수 있으며, 돌의 외부에 잔여물이 있을 수 있다. 유리 더블릿의 가넷 상단은 그 바닥에 물리적으로 융합되지만, 그것과 다른 더블릿 유형에서는 두 반쪽의 접합부에서 평평한 기포가 일반적으로 보인다. 접합선 또한 쉽게 볼 수 있으며 위치가 가변적이다. 거들 위 또는 아래, 때로는 각도로 있지만 거들 자체를 따라 있는 경우는 드물다.
가장 최근의 복합 모조품은 CZ 코어와 실험실에서 생성된 외부 코팅 비정질 다이아몬드를 결합한 것이다. 이 개념은 양식진주 (코어 비드와 외부 진주 코팅 층을 결합한 것)의 구조를 효과적으로 모방하지만, 다이아몬드 시장을 위해 만들어졌다.

## 같이 보기
- 다이아몬드 클래리티
- 다이아몬드 커트
- 풀러렌
- 모조진주